# Catedral Metropolitana de Montevideo
La Catedral Metropolitana de Montevideo és la principal església catòlica de Montevideo, la capital de l'Uruguai.
Es troba just davant el Cabildo, sobre la Plaza Constitución, al barri de la Ciudad Vieja. L'origen de l'església data de l'any 1740, quan una edificació de maons va ser construïda en aquest lloc. El 1790 va tenir lloc la construcció de l'estructura neoclàssica actual. L'església va ser consagrada el 1804.
El 1897, el Papa Lleó XIII la va elevar a la categoria de Catedral Metropolitana.